# Nihad Pejković
Nihad Pejković (1968. október 23. –) bosnyák válogatott labdarúgó, edző.

## Mérkőzései a bosnyák válogatottban
| #  | Dátum            | Ellenfél  | Eredmény | Kiírás              | Esemény |
| -- | ---------------- | --------- | -------- | ------------------- | ------- |
| 1. | 1998. június 3.  | Macedónia | 1 – 1    | barátságos mérkőzés |         |
| 2. | 1999. január 27. | Málta     | 1 – 2    | barátságos mérkőzés | 65′     |